# ギー・ステファヌ・エサメ
ギー・ステファヌ・エサメ（英語: Guy Stephane Essame、1984年11月25日 - ）は、カメルーン、ドゥアラ出身のサッカー選手。ポジションはMF。FCアティラウ所属。

## 来歴
SCユニオン・ブラッスリー・デュ・カメルーンのユース出身。2004年、パラグアイのスポルティボ・ルケーニョに移籍。そこでプロキャリアをスタートさせ、2005年にポルトガルのボアヴィスタFCへ移籍。2008年ロシア・プレミアリーグに所属するFCテレク・グロズヌイに移籍。2009年7月24日、ファーストディビジョンに所属するFCニジニ・ノヴゴロドにレンタルされた。

## 代表
2008年10月11日、2010 FIFAワールドカップ・アフリカ予選のモーリシャス戦でデビューをした。

## 人物
2009年、テレク・グロズヌイの協力の下、FCロータス＝テレク・ヤウンデという名のクラブをカメルーンのヤウンデに創設した。2010年9月、FCロータスは正式にテレク･グロズヌイのファームチームになった。

## 所属クラブ
- スポルティボ・ルケーニョ 2004-2005
- ボアヴィスタFC 2005-2007
- FCテレク・グロズヌイ 2008-2012
  -  FCニジニ・ノヴゴロド 2009 (Loan)
- FCネマン・グロドノ 2013
- FCアティラウ 2013-
  -  FCアスタナ 2014